# NGC 1620
NGC 1620 est une galaxie spirale intermédiaire située dans la constellation de l'Éridan. NGC 1620 a été découverte par l'astronome germano-britannique William Herschel en 1786.

## Caractéristiques
Sa vitesse par rapport au fond diffus cosmologique est de 3 455 ± 4 km/s, ce qui correspond à une distance de Hubble de 51,0 ± 3,6 Mpc (∼166 millions d'al).
À ce jour, une vingtaine de mesures non basées sur le décalage vers le rouge (redshift) donnent une distance de 39,865 ± 4,477 Mpc (∼130 millions d'al), ce qui est à l'extérieur des valeurs de la distance de Hubble. Notons que c'est avec la valeur moyenne des mesures indépendantes, lorsqu'elles existent, que la base de données NASA/IPAC calcule le diamètre d'une galaxie et qu'en conséquence le diamètre de NGC 1620 pourrait être d'environ 47,4 kpc (∼155 000 al) si on utilisait la distance de Hubble pour le calculer.
La classe de luminosité de NGC 1620 est II-III et elle présente une large raie HI.

## Supernova
La supernova SN 1996ai a été découverte le 14 janvier 1996 dans NGC 1620 dans le cadre du programme de recherche de supernovas CHASE (CHilean Automatic Supernova sEarch) de l'université du Chili. Cette supernova était de type IIb.

## Groupe de NGC 1589
Selon A.M. Garcia, la galaxie NGC 1620 fait partie du groupe de NGC 1589 qui comprend au moins 8 autres galaxies : NGC 1586, NGC 1587, NGC 1588, NGC 1589, UGC 3054, UGC 3058, UGC 3072 et UGC 3080. Un article publié par Sengupta et Balasubramanyam en 2006 fait aussi mention de ce groupe, mais avec une seule différence : la galaxie NGC 1620 n'y figure pas, alors qu'on y retrouve la galaxie NGC 1593.